# Attus effigies
Attus effigies är en spindelart som beskrevs av Pickard-Cambridge O. 1876. Attus effigies ingår i släktet Attus och familjen hoppspindlar. Inga underarter finns listade.